# Somebody to Love (canção de Nelly Furtado)
"Somebody to Love" é uma canção da cantora luso-canadense Nelly Furtado, presente de seu terceiro álbum de estúdio, Loose, lançado em 2006. A canção foi lançada como single promocional apenas na Grécia e na Turquia, onde alcançou a primeira posição nas paradas oficiais do país.

## Faixas
Download digital
1. "Somebody To Love" (4:56)

Promo-CD
1. "Somebody To Love" (Versão do álbum)
2. "Somebody To Love" (Versão instrumental)

## Posição nas paradas musicais
| Parada (2008)                     | Melhor posição |
| --------------------------------- | -------------- |
| Turquia - Türkiye Radyo Listesi   | 1              |
| Grécia - Yunanistan Radyo Listesi | 1              |
| Grécia - Yunanistan Tekli Listesi | 1              |